# Paravulsor impudicus
Paravulsor impudicus is een spinnensoort in de taxonomische indeling van de kamspinnen (Ctenidae).
Het dier behoort tot het geslacht Paravulsor. De wetenschappelijke naam van de soort werd voor het eerst geldig gepubliceerd in 1922 door Cândido Firmino de Mello-Leitão.